# Departamento de Kaolack
Kaolack es uno de los 45 departamentos de Senegal y el uno de los 3 departamentos de la región de Kaolack.

## Administración
Su capital es la ciudad de Kaolack.
Los tres distritos son:
- Distrito de Koumbal
- Distrito de Ndiédieng
- Distrito de Sibassor

El departamento comprende cuatro comunas :
- Gandiaye
- Kahone
- Kaolack
- Ndoffane

## Historia
En 2007 siete sitios o monumentos del departamento figuran sobre la lista del patrimonio clasificado en Senegal. Se trata de :
- Edificio que resguarda la Gouvernance de Kaolack
- Gran Mezquita de Médina Baye
- Ex-Palacio de Justicia de Kaolack
- Mezquita Diabel Ka
- Mezquita Kanène, Léona
- Mezquita Serigne Samba Fall, Kasnack
- Tumulus de Ndalane, redondeo de Gandiaye
- Mezquita Serigne Mourtada MBACKE, CFAO Léona

## Geografía

### Población
Durante el censo de diciembre 2002, la población era de 364 327 habitantes. En 2005, estaba estimada a 382 784 personas.  